# Pakt Simon-Gagern

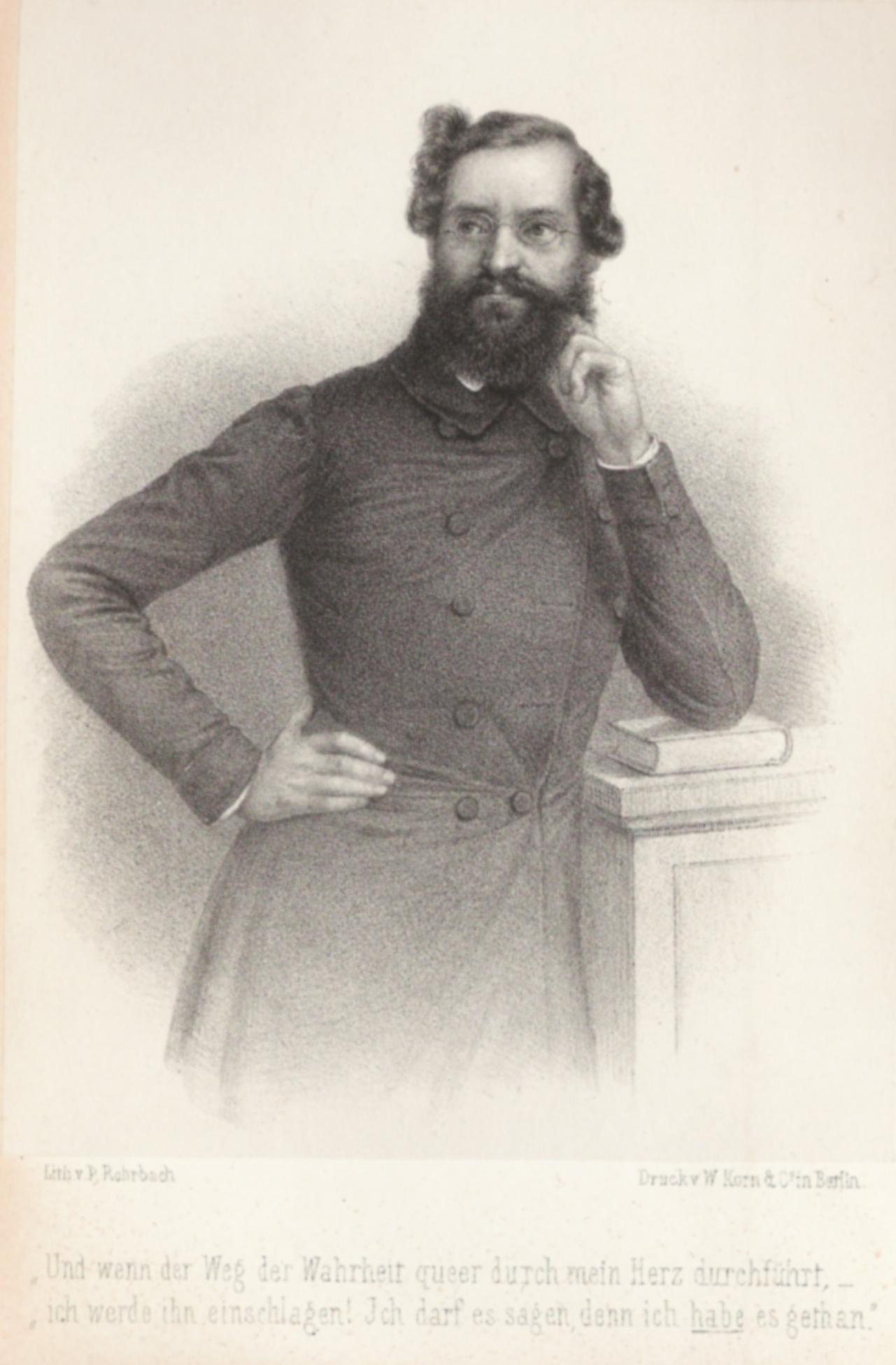
Heinrich Simon (1805–1860) in der Revolutionszeit. Im Juli 1849 floh er in die Schweiz.

Als Pakt Simon-Gagern bezeichnet man eine Absprache in der Frankfurter Nationalversammlung Anfang 1849. Sie führte dazu, dass bedeutende demokratische Elemente in die Reichsverfassung vom 28. März gelangten. Ohne die Absprache wäre die Verfassung monarchistischer und rechtsliberaler ausgefallen.

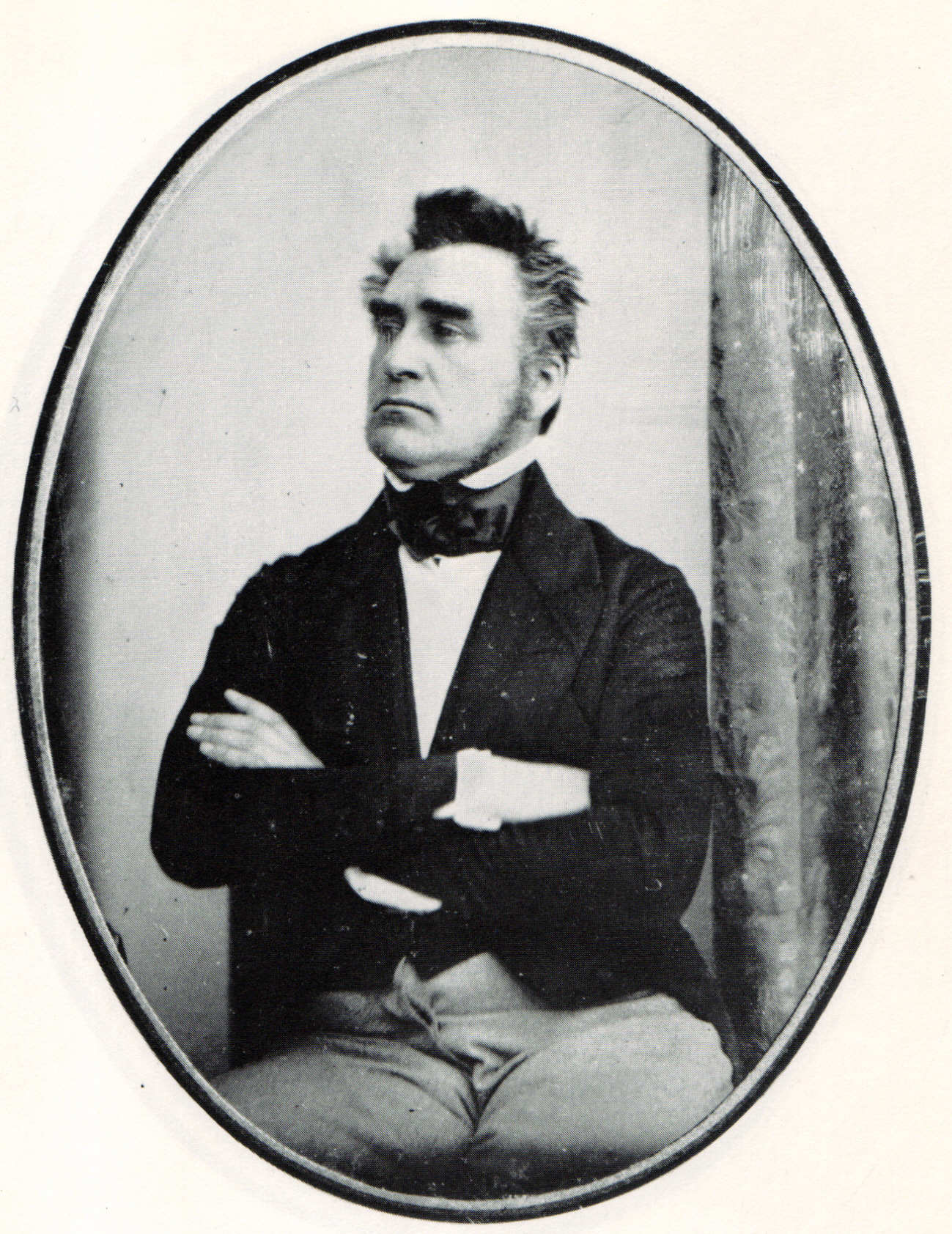
Heinrich von Gagern aus Hessen, seit Ende 1849 Ministerpräsident der deutschen Reichsregierung. Er stand an der Spitze derjenigen, die den preußischen König zum Deutschen Kaiser machen wollten.

In der damaligen Situation war Heinrich von Gagern der Ministerpräsident des revolutionären Deutschen Reiches. Seine rechtsliberale Fraktion nannte sich Casino, nach ihrem Versammlungslokal. Heinrich Simon hingegen vertrat die linke, demokratische Fraktion Westendhall. Im Februar und März 1849 waren die Abgeordneten nicht nur in Fraktionen aufgeteilt, sondern standen sich in einer bestimmten Einzelfrage gegenüber: die Großdeutschen (Mainlust) wollten Österreich in den Nationalstaat einbeziehen, die Erbkaiserlichen (Weidenbusch) hingegen dem preußischen König die deutsche Kaiserwürde übertragen.
Das machte es für den Ministerpräsidenten von Gagern schwierig, eine Mehrheit für die neue Verfassung zu erreichen. Dazu brauchte er möglichst viele Stimmen der politischen Linken, die sich über mehrere Fraktionen verteilte. Simon konnte daher mit von Gagern einige Punkte aushandeln; am Ende hatte die Reichsverfassung eine knappe Mehrheit in der Nationalversammlung. Danach wählte sie den preußischen König Friedrich Wilhelm IV. zum Kaiser der Deutschen, der dies allerdings ablehnte (April 1849).
Die Absprachen hatten mindestens eine weitreichende Folge: Zu den Punkten gehörte nicht zuletzt das allgemeine und gleiche Wahlrecht (für Männer), das kurz vor der Annahme der Verfassung in einem Reichsgesetz beschlossen wurde. Dieses Reichsgesetz war später das Vorbild für die Wahlgesetze, durch die 1866/67 der Norddeutsche Bund gegründet werden konnte.

## Vorgeschichte

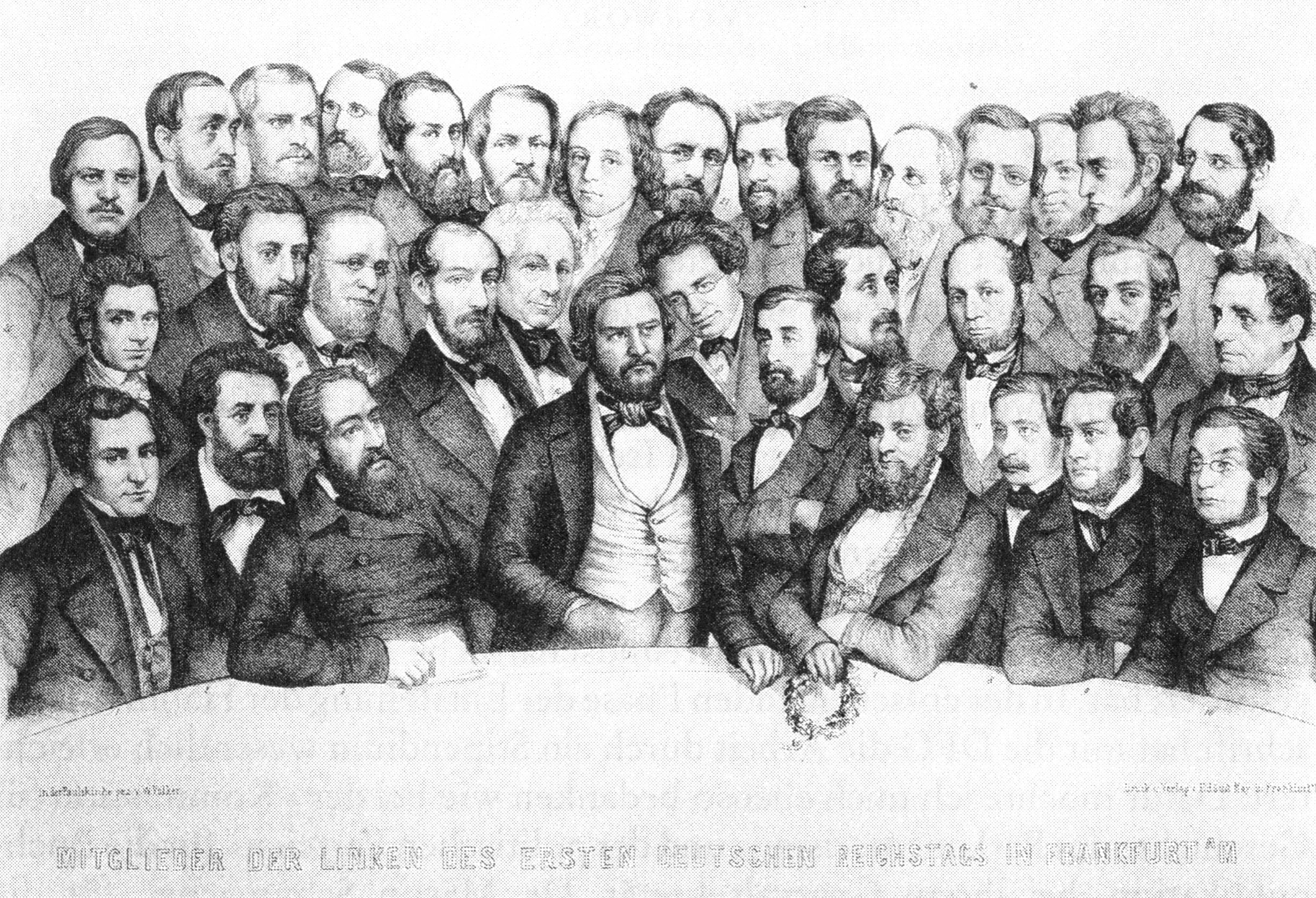
„Mitglieder der Linken des ersten deutschen Reichstags in Frankfurt a. M.“, Lithografie von 1849. Heinrich Simon ist ganz rechts hinten zu sehen. Der Mann vorne mit Kranz lebte zu diesem Zeitpunkt schon nicht mehr: Robert Blum wurde am 9. November 1848 in Österreich hingerichtet.

Die Situation in Österreich sorgte dafür, dass sich die Verfassungsberatungen in Frankfurt in die Länge zogen. Fraglich schien es, ob Österreich überhaupt in einen deutschen Nationalstaat integriert werden konnte. Die Großdeutschen wollten zumindest diejenigen Gebiete Österreichs im Nationalstaat wissen, die bereits zum Deutschen Bund gehört hatten. An der Spitze des Nationalstaats hätte etwa ein Direktorium stehen können, in dem unter anderem der österreichische Kaiser und der preußische König vertreten waren. Allerdings hätte Österreich sein Staatsgebiet in einen deutschen und einen übrigen Teil aufteilen müssen. Der österreichische Kaiser wäre im Sinne einer Personalunion die einzige Klammer zwischen beiden gewesen. Dies lehnte er ab.
Am 11. März 1849 schließlich wurde in Frankfurt bekannt, dass der Kaiser selbstherrlich eine österreichische Verfassung erlassen hatte. Diese Nachricht warf in der Frankfurter Nationalversammlung die Fraktionsbildungen um. Bekannte Österreicher lehnten ihr Mandat nieder. Der ehemalige Großdeutsche Welcker beantragte am 12. März in der Nationalversammlung, dass dem König von Preußen die erbliche Kaiserwürde übertragen werden sollte.
Zwischen der großdeutschen Gruppe, die im Lokal Mainlust tagte, und den (propreußischen) Erbkaiserlichen im Weidenbusch, entstand noch die Gruppe Braunfels. Sie konnten sich mit dem erbkaiserlichen Antrag-Welcker anfreunden, wenn sie dafür bestimmte Forderungen durchsetzen konnten. Dazu müssten sich mindestens 150 Abgeordnete des erbkaiserlichen Weidenbusch verpflichten:
- Der Weidenbusch durfte dem preußischen König nicht entgegenkommen, wenn dieser die Verfassung noch abändern wollte.
- Der erste Paragraf des Verfassungsentwurfs sollte bestehen bleiben. Darin wurde Österreich erwähnt. Auf diese Weise würde die Nationalversammlung den Wunsch dokumentieren, dass Österreich nicht ausgeschlossen werden solle.
- Der Kaiser der Deutschen sollte kein absolutes, sondern nur ein suspensives Veto erhalten. Das bedeutete, dass der Kaiser ein Reichsgesetz nur verzögern, aber nicht allgemein ablehnen konnte. Ein Einspruch des Kaisers konnte mit Zweidrittelmehrheit des Parlaments überstimmt werden. (Die Rechte wollte zugestehen, dass der Kaiser zumindest bei Verfassungsänderungen nur ein suspensives Veto haben sollte.)
- Das Wahlrecht sollte allgemein und gleich (und direkt) sein. (Nach damaliger Ansicht durften nur Männer wählen.)

Der Weidenbusch lehnte dies allerdings empört ab: Für die nur etwa 10 Abgeordneten im Braunfels erschienen diese Forderungen zu hoch. Doch eine Abstimmung am 21. März verwarf den Antrag-Welcker (272 Neinstimmen gegen 267-Jastimmen). Um doch noch eine Mehrheit zu erreichen, verhandelte von Gagern – der schon seinen Rücktritt als Ministerpräsident bekannt gegeben hatte – mit dem Demokraten Simon vom Braunfels.

## Inhalt der Absprache
Es kam zu zwei Absprachen mit den Erbkaiserlichen. 86 von ihnen stimmten dem Grundsatz zu, dass die von der Nationalversammlung angenommene Verfassung nicht mehr durch Zugeständnisse an irgendwen verändert werden sollte. Diese Abgeordneten (darunter Gagern) legten sich aber nicht in den inhaltlichen Punkten fest, um gegen ein suspensives Veto (und wohl auch ein demokratisches Wahlgesetz) stimmen zu können. Sie befürchteten, dass ein suspensives Veto dazu führen würde, dass der preußische König die Verfassung ablehnt.
Außerdem versprachen 114 Abgeordnete, dass sie für das suspensive Veto und das demokratische Wahlrecht stimmen würden. Das beruhigte den Braunfels trotz aller Vorbehalte von der Rechten. Simon selbst konnte übrigens nur mit Anstrengungen wenigstens 15 Stimmen in der Nationalversammlung aufbringen.

## Abstimmungen

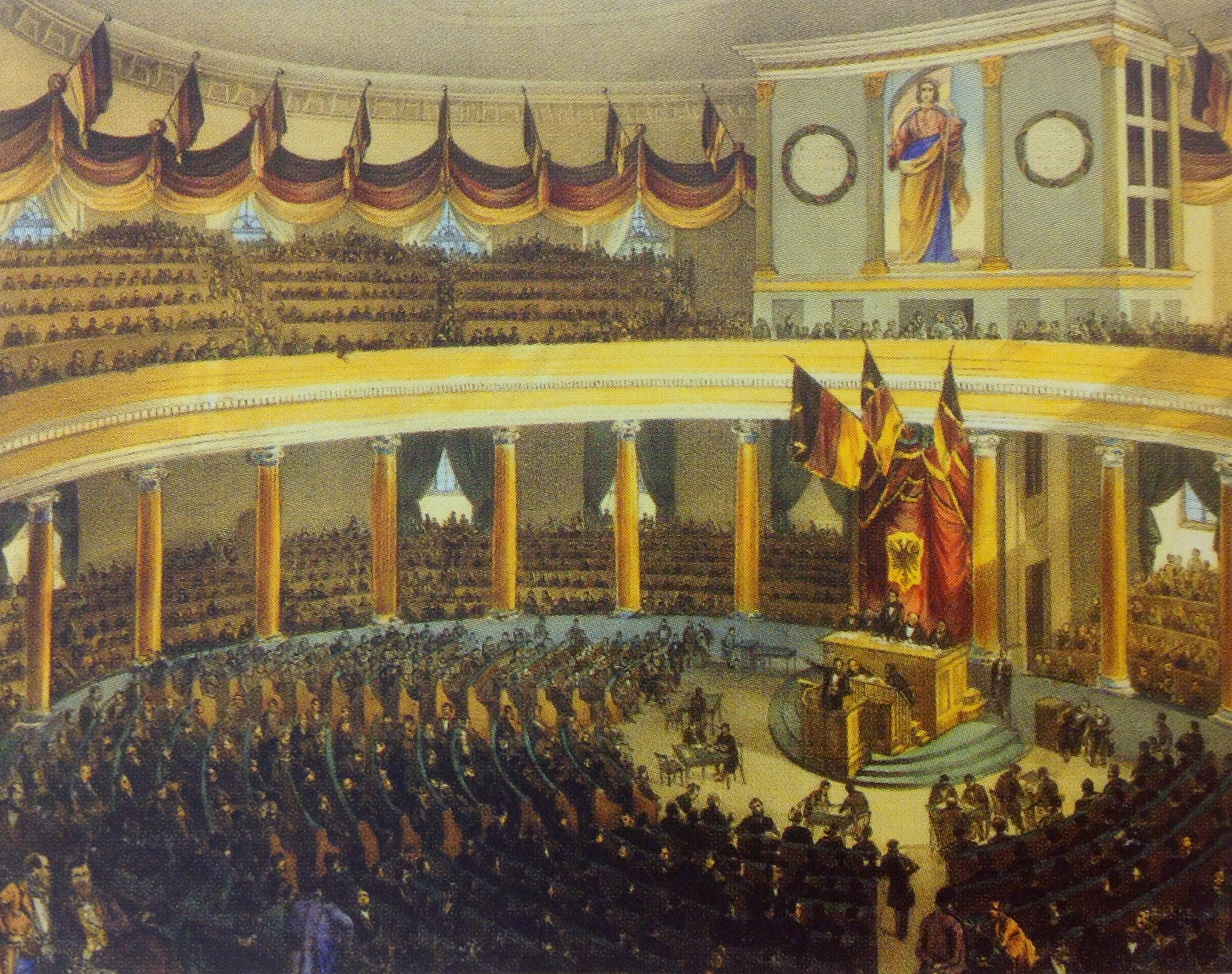
Die Frankfurter Paulskirche in der Zeit, als dort die Nationalversammlung tagte

Vom 23. bis zum 27. März fanden in der Nationalversammlung die zweiten Lesungen statt. Die Abstimmungen ergaben:
- Der Kaiser erhielt, auch bei Verfassungsfragen, nur ein suspensives Veto (272:243 Stimmen). Dies war kein Teil des eigentlichen Paktes, daher konnte der Braunfels hier mit der Linken stimmen. Die Mehrheit für das nur suspensive Veto war durch eine Absprache mit den Großdeutschen in letzter Minute zustande gekommen. Die Linke stimmte dafür den Großdeutschen zu, dass es statt eines erblichen Kaisers ein Direktorium geben solle. In seinen Erinnerungen behauptete der Österreicher Schmerling, mit dem suspensiven Veto hätten er und andere verhindern wollen, dass der preußische König die Verfassung annahm.
- Kaiser sollte Friedrich Wilhelm IV. von Preußen werden. Dafür stimmten am 28. März 290 Abgeordnete, während sich 248 enthielten. Botzenhart: Dazu hatte die Nationalversammlung eigentlich keinen Auftrag gehabt, weder durch das Bundeswahlgesetz vom März/April 1848 noch durch die neue Reichsverfassung selbst.[5]
- Schon am 27. März hatte die Nationalversammlung ein Wahlgesetz beschlossen. Mit großer Mehrheit, ohne namentliche Abstimmung, wurde der demokratische Entwurf angenommen.[6]

## Folgen und Einschätzung
Manfred Botzenhart urteilt:
„Aus dem Kräftespiel der Fraktionen der Nationalversammlung ging eine Verfassung hervor, auf deren Boden sich die liberalen und demokratischen Strömungen der deutschen Revolution von 1848 zusammenfinden konnten und die nicht von vornherein als Herrschaftsinstrument der einen oder anderne Partei zu verdächtigen war. [...] Im ganzen stellt sich die Reichsverfassung als Versuch dar, demokratische Forderungen und Ziele des politischen Liberalismus unter dem Dach eines erblichen, nicht plebiszitären Kaisertums zu verbinden und aus diesen Elementen eine parlamentarische Monarchie zu entwickeln.“
Im Rahmen der Mehrheitsverhältnisse hätte die Linke ein „Höchstmaß ihrer Ziele“ erreicht. Die Liberalen glaubten, dass nur mit dem Preußenkönig ein Nationalstaat errichtet werden konnte, daher ordneten sie diesem Ziel alles Weitere unter. Sie hofften auf eine spätere Abänderung des demokratischen Wahlrechtes, das wohl eine Mehrheit der Demokraten im Volkshaus gebracht hätte. Der Kompromiss des März 1849 entsprach am ehesten den Vorstellungen der gemäßigten Demokraten in der Westendhall, der „Linken im Frack“, bzw. im Braunfels. „Mit dem allgemeinen Wahlrecht besaß die Reichsverfassung eine für die damalige Zeit ungewöhnlich breite demokratische Basis.“
Die kleine Gruppe um Simon, so Bernhard Mann, hatte den Ausschlag für das Erbkaisertum gegeben, obwohl die Linke ursprünglich den Preußenkönig höchstens für sechs Jahre an die Spitze des Reiches wählen wollte (mit der Möglichkeit, ihn wiederholt wiederzuwählen). Anders als die Großdeutschen in der Nationalversammlung hatte die Linke mit den Erbkaiserlichen gemein, dass sie überhaupt etwas zustande bringen wollten.
Als Friedrich Wilhelm IV. im April die Verfassung und die Kaiserwürde ablehnte, ging es ihm nicht so sehr um einzelne Verfassungsbestimmungen. Er gestand der Nationalversammlung grundsätzlich nicht zu, eine neue Verfassung zu konstituieren. Doch die Auffassung, dass an der Verfassung nichts mehr geändert werden könne, erleichterte ihm vor der Öffentlichkeit die Ablehnung. Schließlich hatte das Bundeswahlgesetz vom März/April 1848 der Nationalversammlung den Auftrag gegeben, die Verfassung mit den Fürsten zu vereinbaren. Im April 1849 hielt Friedrich Wilhelm IV. daher an der Forderung fest, die Verfassung zusammen mit der Nationalversammlung und den anderen Fürsten zu vereinbaren. Der Konflikt zwischen beiden Seiten eskalierte bald darauf, und der König ging zur offenen Niederschlagung der Revolution und Bekämpfung der Nationalversammlung über.
Gegen das Prinzip der Unabänderbarkeit verstießen dann auch die Liberalen, die sich im Juni 1849 im sogenannten Gothaer Nachparlament trafen. Die neue Grundlage für Verfassungsberatungen wurde Preußens konservativerer Verfassungsentwurf, der dem Dreikönigsbündnis beigelegen hatte. Durch die Unzuverlässigkeit und den Wankelmut des preußischen Königs ist allerdings auch die Erfurter Union nicht realisiert worden (Scheitern spätestens in der Herbstkrise 1850). Zu diesem Zeitpunkt waren viele Demokraten der Frankfurter Nationalversammlung schon längst auf der Flucht, unter ihnen auch Heinrich Simon.

## Belege
1. ↑  Manfred Botzenhart: Deutscher Parlamentarismus in der Revolutionszeit 1848-1850. Droste Verlag, Düsseldorf 1977, S. 684.
2. ↑  Manfred Botzenhart: Deutscher Parlamentarismus in der Revolutionszeit 1848-1850. Droste Verlag, Düsseldorf 1977, S. 687/688.
3. ↑  Manfred Botzenhart: Deutscher Parlamentarismus in der Revolutionszeit 1848-1850. Droste Verlag, Düsseldorf 1977, S. 688/689.
4. ↑  Manfred Botzenhart: Deutscher Parlamentarismus in der Revolutionszeit 1848-1850. Droste Verlag, Düsseldorf 1977, S. 691.
5. ↑  Manfred Botzenhart: Deutscher Parlamentarismus in der Revolutionszeit 1848-1850. Droste Verlag, Düsseldorf 1977, S. 691/692.
6. ↑  Manfred Botzenhart: Deutscher Parlamentarismus in der Revolutionszeit 1848-1850. Droste Verlag, Düsseldorf 1977, S. 689, Fn. 148.
7. ↑  Manfred Botzenhart: Deutscher Parlamentarismus in der Revolutionszeit 1848-1850. Droste Verlag, Düsseldorf 1977, S. 693.
8. ↑  Manfred Botzenhart: Deutscher Parlamentarismus in der Revolutionszeit 1848-1850. Droste Verlag, Düsseldorf 1977, S. 694/695.
9. ↑  Bernhard Mann: Das Ende der Deutschen Nationalversammlung im Jahre 1849. In: Historische Zeitschrift, Band 214, Heft 2 (April 1972), S. 265–309, hier S. 271.
10. ↑  Manfred Botzenhart: Deutscher Parlamentarismus in der Revolutionszeit 1848-1850. Droste Verlag, Düsseldorf 1977, S. 695/696.
11. ↑  Bernhard Mann: Das Ende der Deutschen Nationalversammlung im Jahre 1849. In: Historische Zeitschrift, Band 214, Heft 2 (April 1972), S. 265–309, hier S. 273.